# Абдеррахим, Ясмин
Ясмин Абдеррахим (родилась в Беджае 16 апреля 1999 года) — алжирская волейболистка, центральная «МББ Беджайя» и сборной Алжира.
С 2014 года выступает за национальную команду страны. Дебютировала в ней 26 июля в матче против болгарок (2:3). Сборная Алжира проиграла первые 8 матчей, в которых Ясмин принимала участие. Лишь в июне-июле 2015 алжирки смогли дважды переиграть команду Австралии.
В составе сборной выступала на этапах Гран-при, принимала участие в отборочном цикле к Олимпиаде в Рио. Алжирки заняли четвёртое место, уступив последнюю путёвку в следующий этап команде Кении (0:3).
Среди своих интересов свободное время Абдеррахим называет чтение журналов, телевидение и интернет. Её любимый спортсмен — теннисист Рафаэль Надаль.